# Brie-sous-Archiac
Brie-sous-Archiac település Franciaországban, Charente-Maritime megyében. Lakosainak száma 225 fő (2022. január 1.). Brie-sous-Archiac Guimps, Allas-Champagne, Arthenac, Saint-Ciers-Champagne és Saint-Eugène községekkel határos.

## Népesség
A település népességének változása:
| Lakosok száma | 337  | 276  | 275  | 232  | 253  | 237  | 241  | 235  | 232  | 225  |
|               | 1968 | 1982 | 1990 | 2006 | 2013 | 2015 | 2017 | 2019 | 2020 | 2022 |